# Оріхівка (Лубенський район)
Орі́хівка — село в Україні, у Лубенській громаді Лубенського району Полтавської області. Населення становить 1628 осіб. Колишній орган місцевого самоврядування — Засульська сільська громада.

## Географія
Село Оріхівка знаходиться на відстані 1,5 км від сіл Новооріхівка та Стадня, за 2,5 км — смт Ромодан. Навколо села кілька пересихаючих струмків з загатами. Поруч проходять автомобільна дорога Р42 та залізниця, станція 185 км за 2,5 км.

## Історія
12 червня 2020 року, відповідно до розпорядження Кабінету Міністрів України № 721-р «Про визначення адміністративних центрів та затвердження територій територіальних громад Полтавської області», село увійшло до складу Лубенської міської громади.
19 липня 2020 року, в результаті адміністративно - територіальної реформи та ліквідації Лубенського району(1923-2020), село увійшло до складу новоутвореного Лубенського району.

## Політика

### Парламентські вибори, 2019
На позачергових парламентських виборах 2019 року у селі функціонувала окрема виборча дільниця № 530485, розташована у приміщенні школи.
Результати
- зареєстрований 991 виборець, явка 51,36%, найбільше голосів віддано за «Слугу народу» — 63,42%, за Радикальну партію Олега Ляшка — 6,96%, за «Опозиційну платформу — За життя», Всеукраїнське об'єднання «Батьківщина» і «Силу і честь» — по 6,76%.[3] В одномандатному окрузі найбільше голосів отримала Анастасія Ляшенко (Слуга народу) — 36,18%, за Фахраддіна Мухтарова (самовисування) — 13,21%, за Костянтина Іщейкіна (самовисування) — 12,80%[4].

## Економіка
- Оріхівський цегельний завод, ТОВ.
- «Оріхівка-цукор», ВАТ.

## Населення
Згідно з переписом УРСР 1989 року чисельність наявного населення села становила 2000 осіб, з яких 799 чоловіків та 1201 жінка.
За переписом населення України 2001 року в селі мешкало 1589 осіб.

### Мова
Розподіл населення за рідною мовою за даними перепису 2001 року:
| Мова       | Відсоток |
| ---------- | -------- |
| українська | 96,56 %  |
| російська  | 2,09 %   |
| білоруська | 1,23 %   |

## Об'єкти соціальної сфери
- Школа.

## Відомі люди
- Леонтович Володимир Миколайович (1866—1933) — український громадський та політичний діяч, міністр земельних справ Української Держави (1918), письменник і меценат, за фахом правник, видавець.
- Мироненко Василь Федорович (1911—1964) — український графік, професор, народний художник УРСР.
- Розуменко Артем Олександрович (1995—2014) — солдат Збройних сил України, учасник російсько-української війни.
- Ступніков Олександр Михайлович (1939) — український художник